# Jesús Cacho
Jesús Cacho Cortés (Villarmentero de Campos, Palencia; 5 de diciembre de 1943) es un escritor y periodista español.

## Biografía
Licenciado en Historia Moderna y Contemporánea, tras ser capitán de la Marina Mercante Española se diplomó en periodismo en 1974. Tras su paso por la agencia Contelsa, trabajó en Diario Económico, Qué, Dinero, ABC y Mercado. Entre 1984 y 1988 trabajó en el diario El País, en la sección de economía. A partir de 1989 colabora con la revista Tribuna y con el diario El Mundo, del que sale en septiembre de 2006 por desavenencias con su entonces director Pedro J. Ramírez. Ha colaborado también en la revista Época y en la cadena de radio COPE. 
Además de fundador fue director del diario de información y opinión en línea El Confidencial desde su fundación en 2001 hasta marzo de 2011, momento en el cual fue sustituido por el consejo de administración de la compañía editora con objeto de abordar un relevo generacional. Cacho denunció a El Confidencial por despido improcedente, demanda que fue desestimada por los tribunales. Jesús Cacho lanzó entonces, junto con otros periodistas venidos del diario Negocio, un nuevo portal de noticias llamado Vozpópuli.

## Obras
Entre sus obras relacionadas con el mundo financiero, destaca la trilogía que dedicó a Mario Conde (Asalto al poder —del que se vendieron 150 000 ejemplares—, Duelo de titanes y M. C.: Un Intruso en el laberinto de los escogidos).
- Asalto al poder (1988)
- Duelo de titanes (1989)
- La Estafa. Ibercorp y el fin de una era (1992)
- M.C. Un intruso en el laberinto de los elegidos (1994)
- Pedro Toledo, el desafío
- Km. 0, 20 días para matar (1996)
- El negocio de la libertad (1999)